# Onthophagus patinatus
Onthophagus patinatus là một loài bọ cánh cứng trong họ Bọ hung (Scarabaeidae).